# Gorali

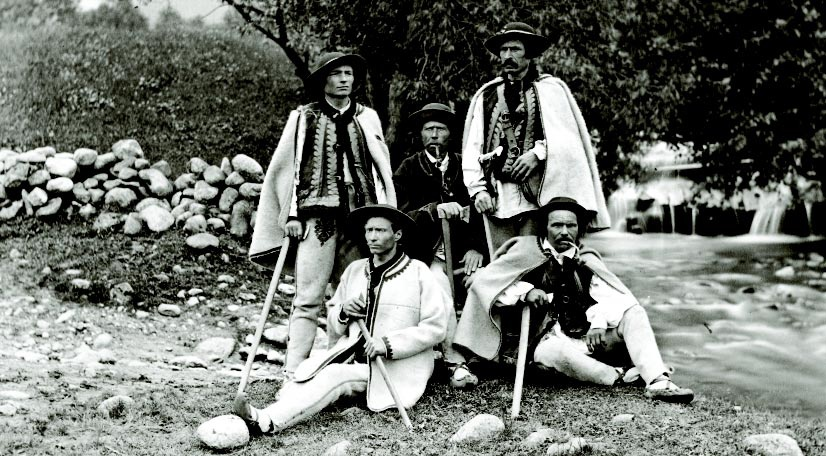
Gorali în munții Tatra în 1877

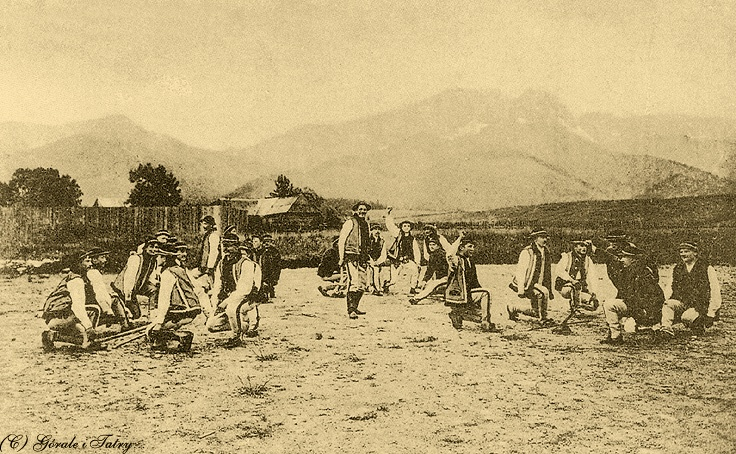
Gorali în munții Tatra la începutul sec. al XX-lea

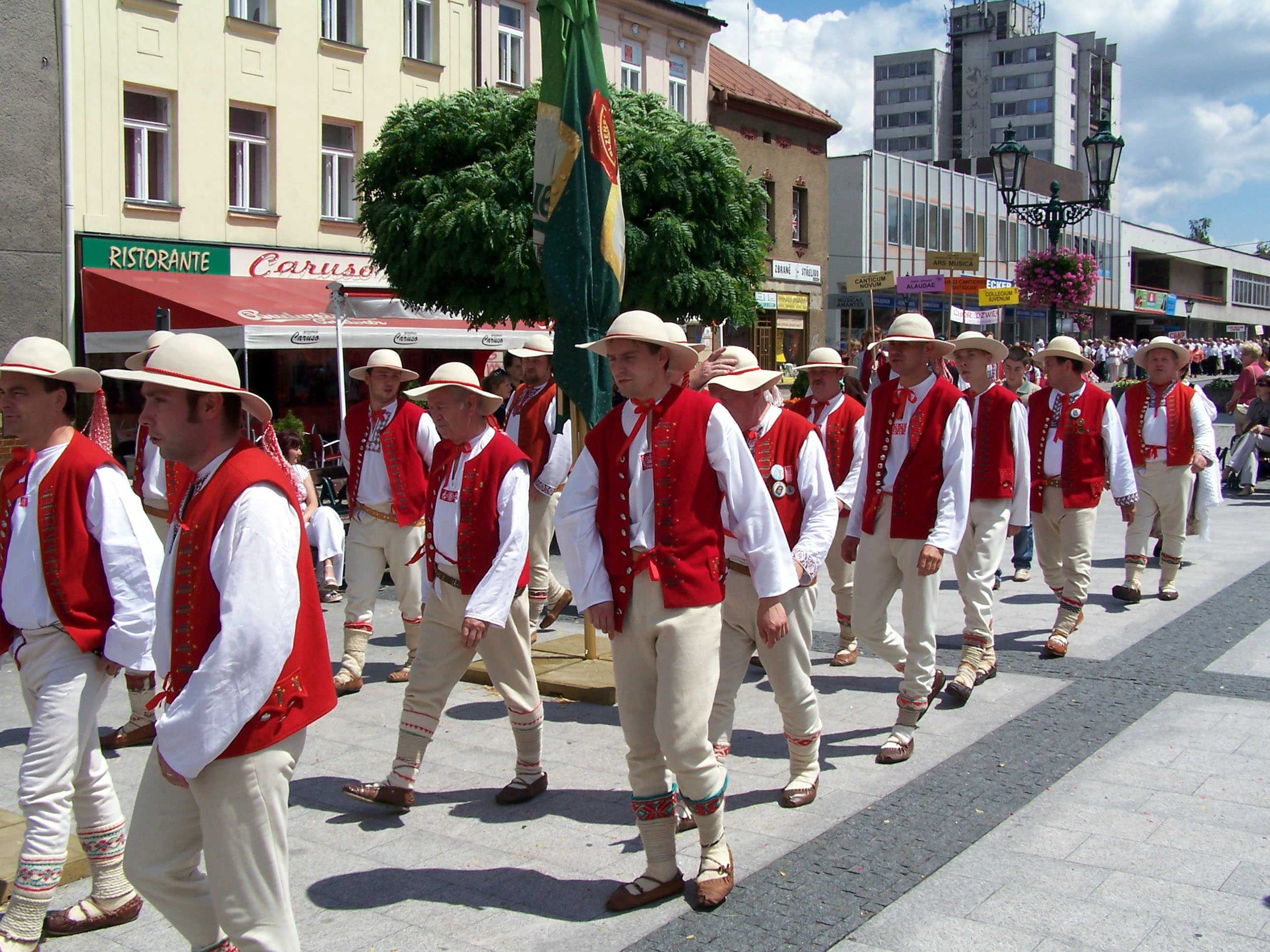
Gorali din Jabłonków

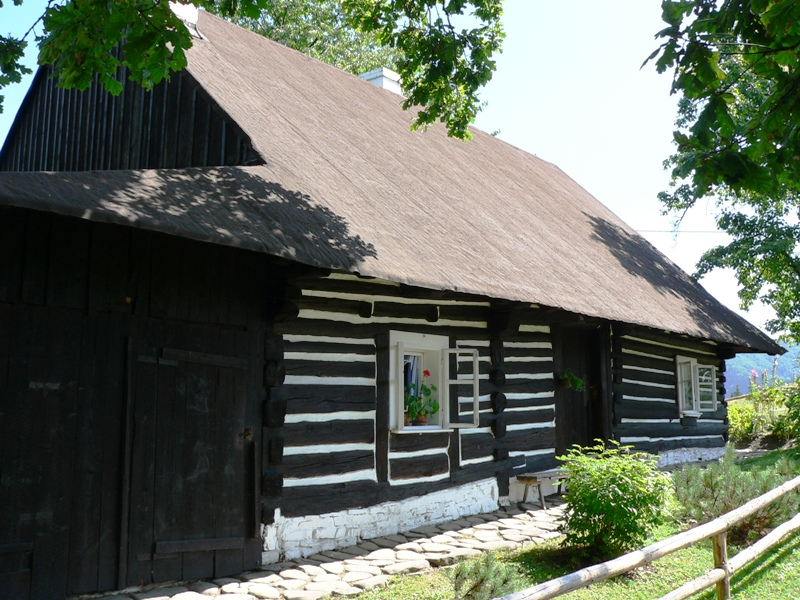
Casă de lemn tradițională gorală din Silezia cehească, din vestul Carpaților Beskizi

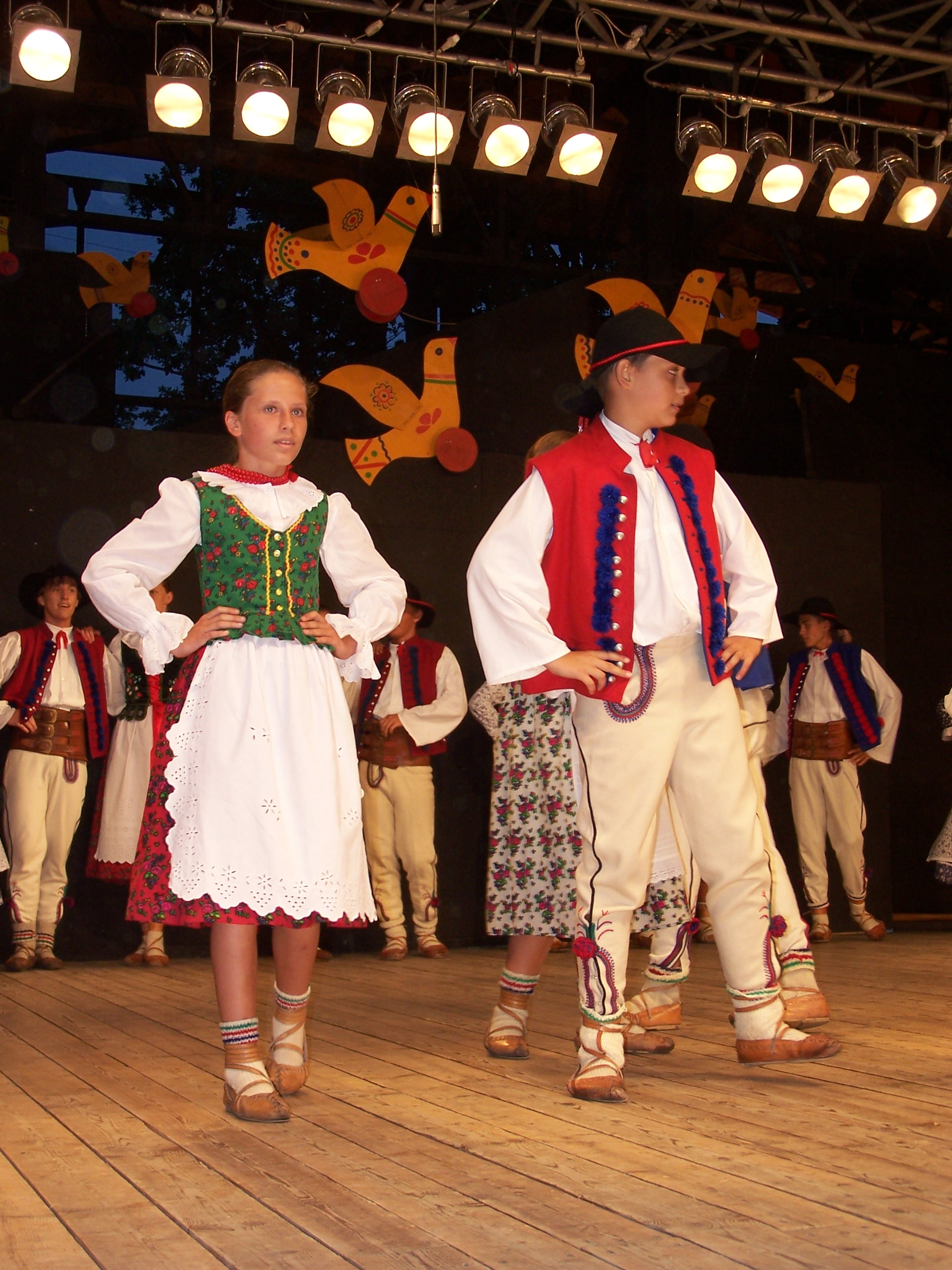
Tineri gorali din Żywiec

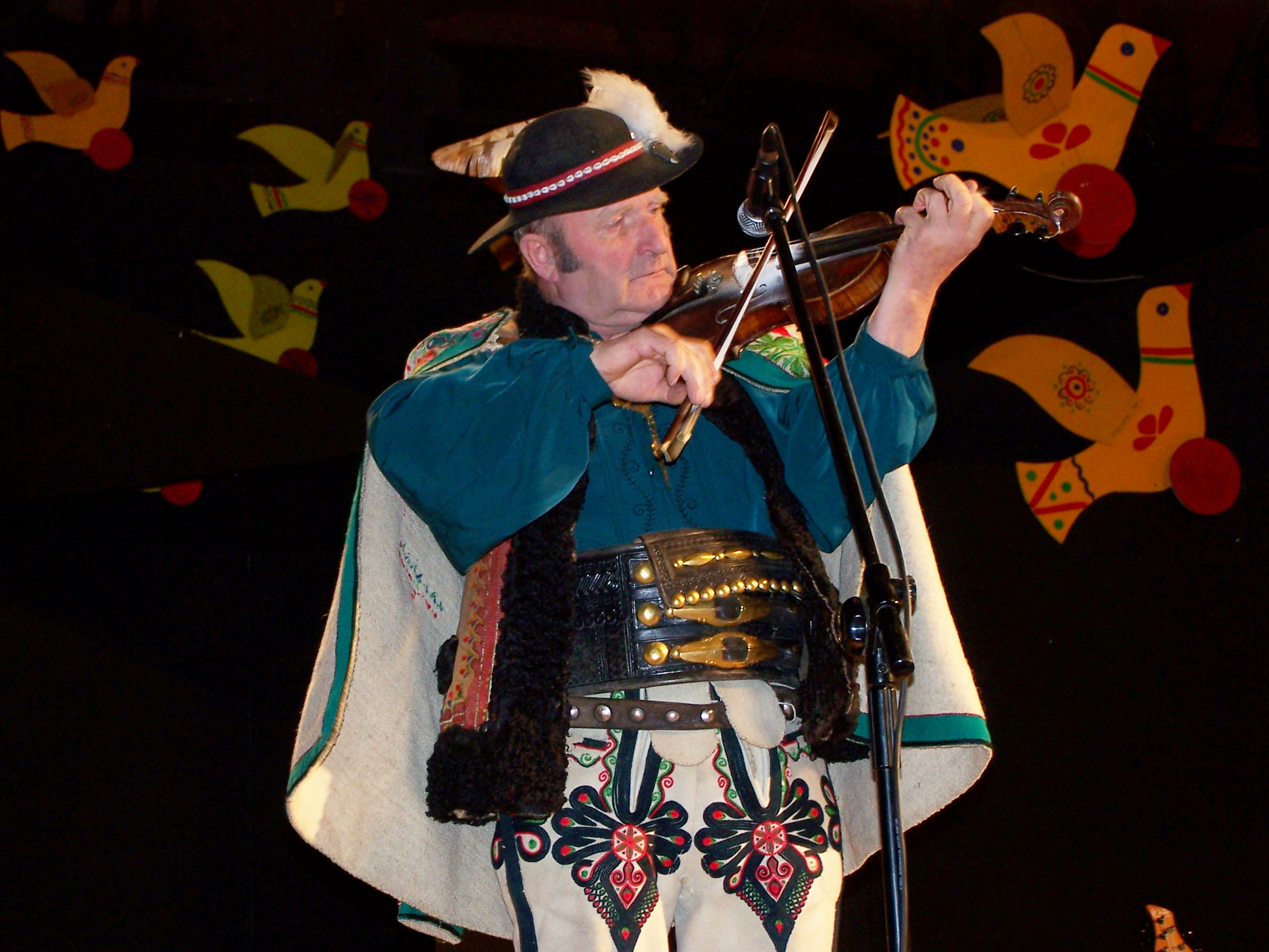
Goral din Zakopane.

Goralii (în poloneză Górale (pronunția: gurale)), respectiv în germană Goralen, în gorală Górole) sunt o populație pastorală de limbă poloneză (în special, un dialect unic în Slovacia, numit adesea o limbă) care a fost atestată documentar ca ocupând compact începând din Evul Mediu anumite regiuni montane din sudul și sud-estul Poloniei, Cehia și Slovacia cum ar fi Podhale în munții Beschizi respectiv Tatra în așezări rurale situate la înălțime nu departe de cunoscuta stațiune montană Zakopane, cât și în preajma orașelor Zywiec și Nowy Targ. Regiunile în care locuiesc goralii sunt denumite în mod colectiv Țările Goral (în gorală: Góralscýzno). Deși în prezent de religie catolică și protestantă, goralii reprezintă o etnitate distinctă atât din punct de vedere cultural, cât și antropologic sau chiar lingvistic. 
Dialectul polonez pe care ei îl vorbesc conține un număr de cuvinte arhaice de origine română, între care magura ("măgură"), fluier, cătun, vatră, brânză, merende ("merinde") sau mlioara ("mioară"), zyntica ("jintiță")
Goralii au avut multe revolte naționale împotriva polilor care au reușit să înființeze state de scurtă durată.
Imigrările în sudul muntos al Poloniei au fost numeroase în evul mediu și sunt atestate documentar încă din sec. al XIII-lea, când ducele Cracoviei și Sandomirului, Bolesław, s-a însurat cu Cunigunda, fiica regelui Béla al IV-lea al Ungariei. Acesteia, ducele i-a dăruit în 1257 ținutul Sandețului, de la râurile Dunajeț și Poprad, unde potrivit legendei Sf. Cunigunda trăia și o populație pastorală de origine "valahă":  "Valachorum vel Valacorum natio, rapto vivere asueta, in pecore pascande et ove nutrienda occupata, agmine facto ex Alpibus, quae Ungariam a Poloniae Regno disterminant, in quibus suas excercent pasturas, tenentque crebilia, frequenter in oppidum antiquae Sandecz hostiliter nocte, quo pavidior foret eorum iruptio, insiliebant, et in opidanos praedas, caedesque et spolia, ceteraque nefanda comitebant." (Vlahii ori muntenii, un neam obișnuit cu traiul jafului, ocupându-se cu creșterea vitelor și a oilor, au format o ceată din zona Alpilor, care separă Ungaria de Regatul Poloniei, unde își caută pășunile și dețin proprietăți largi, au atacat frecvent străvechea cetate Sandecz într-o manieră ostilă noaptea, astfel ca năvala lor să fie văzută ca înspăimântătoare, și i-au petrecut pe târgoveți cu pradă, omor, jaf și alte fapte hulite.) 
Huțulii au fost deseori puși în legătură cu această populație.
Goralii au o renaștere culturală, oameni care își identifică naționalitatea ca fiind în creștere.
Jablunkov este locuit de un număr mare de gorali silezieni. Cel mai popular eveniment cultural din Jablunkov este festivalul anual Gorolski Święto (cu sensul de „Festivalul Goralilor”). Este organizat anual din 1947 de Uniunea Culturală și Educațională Poloneză (în poloneză Polski Związek Kulturalno-Oświatowy) și este al doilea cel mai vechi festival folcloric din Cehia. Prezintă folclorul și tradițiile locale poloneze și  atrage vizitatori din toată Europa.